# خسوس سولانا
خسوس سولانا (انگلیسی: Jesús Solana؛ زادهٔ ۲۵ دسامبر ۱۹۶۴) بازیکن فوتبال اهل اسپانیا است.
از باشگاه‌هایی که در آن بازی کرده‌است می‌توان به باشگاه فوتبال رئال ساراگوسا، باشگاه فوتبال رئال مادرید، و باشگاه فوتبال رئال مادرید کاستیا اشاره کرد.
وی همچنین در تیم‌های ملی فوتبال زیر ۱۶ سال اسپانیا، زیر ۱۸ سال اسپانیا، زیر ۲۱ سال اسپانیا، زیر ۲۳ سال اسپانیا، و اسپانیا بازی کرده‌است.